# Terugvalpreventie
Terugvalpreventie is het proberen te voorkomen van het opnieuw optreden van een bepaalde aandoening, vaak een aandoening van psychische aard. 

## Terugvalpreventie bij depressie
Bij depressie speelt het voorkomen van terugval een belangrijke rol. Van depressie is namelijk bekend dat de kans op herhaling zeer groot is. Een vorm van terugvalpreventie is een cognitieve training die zich richt op het aanpassen van denkpatronen. Het geven van een dergelijke training kan voorkomen dat iemand opnieuw depressief wordt. Uit wetenschappelijk onderzoek is gebleken dat een cognitieve training van acht sessies tot wel 2 tot 10 jaar bescherming kan bieden op het krijgen van een nieuwe depressie. Vanzelfsprekend zijn er allerlei variabelen die invloed hebben op de mate van bescherming. Een cognitieve training geeft nog eens extra bescherming tegen terugval bij mensen die antidepressiva doorslikken na herstel van hun depressie om een terugval te voorkomen. De beste bescherming tegen terugval na depressie ontstaat bij een combinatie van het doorslikken van antidepressiva en een cognitieve training. Er zijn ook signalen dat digitale toepassingen van de cognitieve training effectief zijn, zoals bijvoorbeeld in een toepassing in een mobiele applicatie .